# Anchorage Daily News
Anchorage Daily News é um jornal diário publicado pela Binkley Co. com sede em Anchorage, no Alasca. É o sítio de jornais e notícias mais lido (adn.com) do estado do Alasca.
O jornal está sediado em Anchorage, com agências em Wasilla e Juneau, no Alasca. O jornal é vendido no Alasca pelo preço de varejo de um dólar diariamente, exceto no sábado, com a venda final de domingo/dia de ação de graças por dois dólares. O preço de varejo do papel fora do Alasca e as taxas de assinatura de entrega em domicílio variam de acordo com o local.

## História

### Primeiros anos
O Anchorage Daily News nasceu como o periódico Anchorage News, publicando sua primeira edição em 13 de janeiro de 1946. O fundador e o primeiro editor do jornal foi Norman C. Brown. O primeiro presidente da empresa controladora do jornal era Harry J. Hill, que também foi tesoureiro assistente da The Lathrop Company. Isso estabeleceu a teoria de que Cap Lathrop estava realmente por trás da publicação, mas não queria que seu nome fosse formalmente associado a ela, ao contrário de outros jornais, como o Fairbanks Daily News-Miner. Brown compartilhou as opiniões de Lathrop sobre a questão do estado. Brown tornou-se líder no movimento de curta duração de meados da década de 1950 para transformar o Alasca em uma comunidade e não em um estado.
O jornal se tornou um periódico diário em maio de 1948, embora não publicasse um jornal de domingo até 13 de junho de 1965. Até então, o Anchorage Daily News havia se tornado um jornal da manhã, mudando em 13 de abril de 1964.
Na década de 1970, a desaceleração gradual da indústria de jornais estava afetando o ADN. Lawrence Fanning havia comprado o jornal em 1968, mas sofreu um ataque cardíaco em sua mesa e morreu em 1971. Sua viúva, Katherine Woodruff "Kay" Fanning, assumiu. Kay Fanning já havia sido casada com a família Marshall Field (ela era mãe de Ted Field). Isso não ajudou em nada, pois o jornal se endividou ainda mais com o passar da década. Em 1974, a Fanning firmou um acordo operacional conjunto com o Anchorage Times. O editor do Times, Robert Atwood, cancelou o contrato quatro anos depois. A essa altura, as operações editoriais e de coleta de notícias do jornal estavam operando em um pequeno prédio de dois andares na esquina da West Seventh Avenue e I Street.

### Compra pela McClatchy Company
The McClatchy Company comprou o Daily News em 1979, quando comprou o controle acionário de Kay Fanning, que era editora jornalística desde a morte de Larry Fanning em 1971. Kay Fanning continuou como chefe do jornal até meados de 1983. Mantendo algum interesse financeiro no jornal, ela se tornou a editora do Christian Science Monitor.
O Daily News foi o primeiro de dois jornais que a McClatchy Company, então com 122 anos de idade, sediada na Califórnia, comprou fora do estado; o Kennewick, Washington, Tri-City Herald foi o próximo. McClatchy mais tarde se tornaria uma empresa nacional de jornais, incluindo a compra da cadeia Knight-Ridder em 2006.

### Compra pelo Alaska Dispatch
Em abril de 2014, foi anunciado que a publicação online do Alaska Dispatch compraria o Anchorage Daily News por 34 milhões de dólares. O acordo foi fechado em maio de 2014.

### Renomeação de 2014
No domingo de 20 de julho de 2014, a empresa-mãe do ADN, Alaska Dispatch, renomeou o periódico como Alaska Dispatch News.

### Falência de 2017
A Adn.com anunciou em 13 de agosto de 2017 que havia declarado falência após ser processada por aluguel atrasado pela empresa de telecomunicações do Alasca GCI. O controle das operações foi imediatamente assumido por um grupo liderado por Ryan Binkley, de Fairbanks, que estava no processo de compra do papel.
Em novembro de 2017, a página do jornal no Facebook voltou a utilizar o nome de Anchorage Daily News; o jornal em si foi renomeado para Anchorage Daily News em 18 de novembro.

## Prêmios Pulitzer
O jornal ganhou o Prêmio Pulitzer três vezes na categoria Serviço Público, em 1976, 1989 e 2020. Nenhum outro jornal do Alasca já ganhou um Pulitzer.[carece de fontes?] O Pulitzer de 1976 foi para sua série "Empire: The Alaska Teamsters Story", que divulgou o efeito e a influência da União dos Teamsters na economia e na política do estado. O Daily News era na época o menor jornal diário de todos os tempos a ganhar o Serviço Público Pulitzer. A série de 1988 foi "Um povo em perigo", que documentou o alto grau de alcoolismo, suicídio e desespero na população nativa do Alasca. Em 2020, o Daily News ganhou novamente o Serviço Público Pulitzer pela série "Lawless" do jornal, sobre as falhas do sistema de justiça criminal do Alasca, particularmente na região rural do Alasca. O Daily News compartilhou esse Pulitzer com a ProPublica, com quem o Daily News havia colaborado na série.